# Gova
Gova ist ein Weiler in der Gemeinde Villa Minozzo in der italienischen Provinz Reggio Emilia in der Emilia-Romagna etwa 41 Kilometer südsüdwestlich von Reggio nell’Emilia im Apennin auf einem Bergrücken zwischen den Flüssen Dolo und Secchia.

## Geschichte

### Neuzeit
Die Kirche von Gova, die der Heiligen Margarete Jungfrau und Märtyrerin geweiht ist, ist ein Beispiel für religiöse Architektur von großem historischem und künstlerischem Wert. Die gefundenen historischen Informationen erlauben keine genaue Datierung des Baus, der wohl zum größten Teil erst zwischen dem 17. und 18. Jahrhundert errichtet wurde. Eine Analyse des Außenmauerwerks zeigt, dass eine Seitentür im Mittelalter zugestopft wurde und Spuren von konkaven Kragsteinen aufweist; auch die Wandstruktur, die von quadratischen Blöcken zu unebenen Steinen wechselt, zeigt Phasen späterer Umgestaltungen des Bauwerks. Im Inneren befinden sich mehrere wertvolle Altarbilder und ein Altar, Werke aus dem 17. und 18. Jahrhundert.
Die ländliche Ortschaft hat große bauliche Veränderungen erfahren, wobei die Gebäude im Allgemeinen aus dem 19. Jahrhundert stammen. In der Umgebung gibt es vereinzelte Gebäude, die ihre ursprünglichen Baumerkmale bewahrt haben: Rundbogenportale, Schlusssteine mit dem bernardischen Symbol und dem Familienwappen, Fenster aus quadratischem Sandstein mit feinem Kieselstein. Innerhalb des Ortschaft steht auch ein Turm, der von der alten Burg übrig geblieben ist.

### Erster Weltkrieg
Während des Ersten Weltkriegs war das das nahe gelegene Quara der Ausgangspunkt der schmalspurigen Waldbahn Quara–Febbio mit der von etwa tausend österreich-ungarischen Kriegsgefangenen geschlagenes Brennholz aus den umliegenden Wäldern zu einer Standseilbahn und Flößerrinne bei Gova und bei der Königlichen Marine begehrte Langholz zum Straßentransport nach Quara gebracht wurde.

### Zweiter Weltkrieg
Während des Zweiten Weltkriegs hat das britische Militär Toano als Stützpunkt für das alliierte Militärkommando in Italien ausgewählt, woraufhin Gova ein bevorzugtes Ziel für Luftangriffe wurde.

## Bekannte Personen
- Gigli don Alpino (* 13. Juni 1936 in Manno) war 1967–1968 Vikar in Gova[6]